# Mussy-sous-Dun
Mussy-sous-Dun és un municipi francès, situat al departament de Saona i Loira i a la regió de Borgonya - Franc Comtat. L'any 2007 tenia 372 habitants.

## Demografia

### Població
El 2007 la població de fet de Mussy-sous-Dun era de 372 persones. Hi havia 144 famílies, de les quals 36 eren unipersonals (32 homes vivint sols i 4 dones vivint soles), 48 parelles sense fills i 60 parelles amb fills.
La població ha evolucionat segons el següent gràfic:
Habitants censats

### Habitatges
El 2007 hi havia 196 habitatges, 146 eren l'habitatge principal de la família, 34 eren segones residències i 16 estaven desocupats. 186 eren cases i 9 eren apartaments. Dels 146 habitatges principals, 116 estaven ocupats pels seus propietaris i 30 estaven llogats i ocupats pels llogaters; 5 tenien dues cambres, 12 en tenien tres, 47 en tenien quatre i 83 en tenien cinc o més. 110 habitatges disposaven pel capbaix d'una plaça de pàrquing. A 67 habitatges hi havia un automòbil i a 74 n'hi havia dos o més.

### Piràmide de població
La piràmide de població per edats i sexe el 2009 era:
| Homes | Edats   | Dones |
| ----- | ------- | ----- |
| 0     | 95 o +  | 0     |
| 0     | 90 a 94 | 4     |
| 8     | 85 a 89 | 0     |
| 0     | 80 a 84 | 0     |
| 8     | 75 a 79 | 0     |
| 4     | 70 a 74 | 8     |
| 16    | 65 a 69 | 16    |
| 4     | 60 a 64 | 4     |
| 12    | 55 a 59 | 8     |
| 0     | 50 a 54 | 12    |
| 24    | 45 a 49 | 8     |
| 16    | 40 a 44 | 16    |
| 12    | 35 a 39 | 12    |
| 16    | 30 a 34 | 12    |
| 8     | 25 a 29 | 0     |
| 12    | 20 a 24 | 4     |
| 16    | 15 a 19 | 8     |
| 12    | 10 a 14 | 0     |
| 12    | 5 a 9   | 4     |
| 8     | 0 a 4   | 16    |

## Economia
El 2007 la població en edat de treballar era de 223 persones, 174 eren actives i 49 eren inactives. De les 174 persones actives 164 estaven ocupades (97 homes i 67 dones) i 10 estaven aturades (6 homes i 4 dones). De les 49 persones inactives 14 estaven jubilades, 13 estaven estudiant i 22 estaven classificades com a «altres inactius».

### Ingressos
El 2009 a Mussy-sous-Dun hi havia 148 unitats fiscals que integraven 370,5 persones, la mediana anual d'ingressos fiscals per persona era de 16.774 €.

### Activitats econòmiques
Dels 11 establiments que hi havia el 2007, 1 era d'una empresa de fabricació d'altres productes industrials, 3 d'empreses de construcció, 1 d'una empresa de comerç i reparació d'automòbils, 1 d'una empresa d'hostatgeria i restauració, 1 d'una empresa financera i 4 d'empreses de serveis.
Dels 4 establiments de servei als particulars que hi havia el 2009, 1 era un guixaire pintor, 1 fusteria, 1 electricista i 1 restaurant.
L'any 2000 a Mussy-sous-Dun hi havia 21 explotacions agrícoles que ocupaven un total de 600 hectàrees.

## Equipaments sanitaris i escolars
El 2009 hi havia una escola elemental.

## Poblacions més properes
El següent diagrama mostra les poblacions més properes.